# Günter Ludyk
Günter Paul Alois Ludyk (* 1. Januar 1932 in Berlin; † 6. Februar 2020 in Bremen) war ein deutscher Universitätsprofessor, der sich vor allem mit der mathematischen Untersuchung von Problemen der Physik und den Ingenieurwissenschaften befasste.

## Biografie

### Familie, Ausbildung und Beruf
Ludyk war der Sohn des Technischen Angestellten Paul Ludyk aus Oberschlesien und Martha Ludyk, geb. Plohmann, aus Ostpreußen. 1950 war Ludyk Berliner Jugendmeister im 100-Meter-Lauf und Vizejugendmeister im Weitsprung. Er war seit 1965 mit Renate Ludyk, geb. Reuter, verheiratet und hat eine Tochter.
Ludyk besuchte ab 1942, bedingt durch den Zweiten Weltkrieg, an sechs verschiedenen Orten Oberschulen und Gymnasien, bis er 1951 sein Abitur an der Diesterweg-Oberschule in Berlin-Wedding machen konnte. Danach begann er mit dem Studium der Elektrotechnik (Fachrichtung Nachrichtentechnik) an der Technischen Universität Berlin, das er 1958 als Diplom-Ingenieur beendete.
Nachdem er anschließend fünf Jahre lang Beratungs- und Entwicklungsingenieur in der Industrieanlagen-Abteilung der AEG in Berlin gewesen war, kehrte Ludyk wieder an die TU Berlin als Oberingenieur (Oberassistent) am Institut für Allgemeine Elektrotechnik zurück.
1967 wurde Ludyk mit der Dissertation Zeitoptimale Abtastsysteme mit Beschränkung der Stellgröße promoviert. 1970 folgte seine Habilitationsschrift Zeitoptimale diskrete Systeme, worauf Ludyk zum Wissenschaftlichen Rat und Professor an der TU Berlin ernannt wurde. Nach einem einsemestrigen Aufenthalt als Gastprofessor an der Technischen Hochschule Graz übernahm er schließlich die Stelle eines ordentlichen Professors für Regelungstechnik an der Universität Bremen. 1997 wurde er in den Ruhestand versetzt.

### Weitere Arbeitsgebiete
Im Ruhestand befasst Ludyk sich mit der Anwendung seiner mathematischen Kenntnisse, insbesondere der Matrizenrechnung, auf Probleme der Theoretischen Physik. Daraus hervorgegangen sind ein Buch über Einsteins Spezielle und Allgemeine Relativitätstheorie, wobei die wesentlichen Ergebnisse allein mittels Matrizen, d. h., ohne Verwendung von Tensoren, hergeleitet wurden. Danach entstand ein Buch über Quantenmechanik, bei dem jetzt die Matrizenrechnung an die Stelle der üblichen Schrödingerschen Differentialgleichungen traten.
Ludyk befasste sich neben den zeitinvarianten, mit den zeitvarianten zeitdiskreten Systemen, vor allem mit deren Steuer- und Beobachtbarkeit, ihrer Stabilität und ihren Kanonischen Formen.
Außerdem befasste sich Ludyk intensiv mit den Methoden der Intervallarithmetik unter Verwendung besonderer Computerarithmetiken. Dabei wurden mit Hilfe von Einschließungsverfahren hochgenaue Lösungen für eine Vielzahl systemtechnischer Probleme erzielt. Die entwickelten Algorithmen liefern die Lösungen in Form von Intervallen, wobei garantiert wird, dass die exakte Lösung in ihnen enthalten ist.

## Werke
- Theorie dynamischer Systeme. Elitera-Verlag, Berlin 1977. ISBN 3-87087-064-8.
- Time-variant Discrete-time Systems. Vieweg, Braunschweig 1981. ISBN 3-528-08496-0.
- Stability of Time-Variant Discrete-time Systems. Vieweg, Braunschweig 1985. ISBN 3-528-08911-3
- CAE von Dynamischen Systemen. Analyse, Simulation, Entwurf von Regelungssystemen. Springer, Heidelberg 1990. ISBN 3-540-51676-X.
- Theoretische Regelungstechnik 1. Grundlagen, Synthese linearer Regelungssysteme. Springer, Berlin 1995. ISBN 3-540-55041-0.
- Theoretische Regelungstechnik 2. Zustandsrekonstruktion. optimale und nichtlineare Regelungssysteme. Springer, Berlin 1995. ISBN 3-540-58675-X.
- Einstein in Matrix Form. Exact Derivation of the Theory of Special and General Relativity without Tensors. Springer, Heidelberg 2013. ISBN 978-3-642-35797-8.
- Quantum Mechanics in Matrix Form. Springer, Heidelberg 2018. ISBN 978-3-319-26364-9.